# متعلجمات
المتعلجمات (الاسم العلمي: Batrachoididae) هي فصيلة من الأسماك تتبع رتبة المتعلجميات من طائفة شعاعيات الزعانف.

## التصنيف
- المتعلجماوات
  - المتعلجمة